# Pitagòrics

Pentàgon pitagòric

Els pitagòrics eren una organització d'astrònoms, músics, matemàtics i filòsofs d'origen grec establerts a Crotona, colònia grega de la Màgna Grècia a Itàlia, que creien que totes les coses són, en essència, nombres. El grup va mantenir en secret el descobriment dels nombres irracionals. El pensament pitagòric estava dominat per les matemàtiques, alhora que era profundament místic. En l'àrea de la cosmologia, no hi ha acord sobre si el mateix Pitàgores impartia ensenyaments, però molts erudits creuen que la idea pitagòrica de la transmigració de l'ànima és massa important per a haver estat afegida per un seguidor posterior a Pitàgores.